# Fernando García Puchades
Fernando García Puchades (Valencia, 13 de junio de 1994), conocido como Nando o Nando García, es un futbolista español que juega en la posición de centrocampista en el Águilas F. C. de la Segunda Federación.

## Trayectoria
Nacido en Valencia, estuvo vinculado en sus comienzos al equipo de su ciudad natal: el Valencia Club de Fútbol, donde a partir de 2006 comenzó a jugar en sus categorías juveniles.
A los 19 años de edad, el 7 de agosto de 2013 fue cedido al Ribarroja Club de Fútbol en la temporada 2013-2014 de la Tercera División.
Seguidamente en el verano de 2014 regresó al equipo che, como jugador del filial, el Valencia Mestalla, en Segunda División B. Y el 8 de abril de 2015 renovó su contrato hasta 2018, después de haber sido vinculado con el F. C. Barcelona y el Real Madrid C. F. tras la noticia de que podrían haber estado interesados en ficharle.
Desde el 16 de julio de 2015 fue cedido al Córdoba Club de Fútbol durante un año en la temporada 2015-16 de Segunda División. En este equipo jugó con el dorsal número 22 e hizo su debut profesional el 22 de agosto, en un partido con una victoria por 1-0 ante el Real Valladolid C. F. Anotó su primer gol como profesional el 29 de noviembre de 2015 en la victoria por 2-1 en casa contra el Real Oviedo en la 13.ª jornada. Finalizó la temporada participando en un total de 36 partidos con el conjunto cordobés. 
En verano de 2016 renovó su contrato con el Valencia C. F. hasta 2019, y lo cedió al Real Oviedo, donde participó en 32 encuentros oficiales durante la temporada 2016-17 en Segunda División, marcando dos goles: uno en la 2.ª jornada frente a la U. D. Almería y otro en la 42.ª jornada ante el Elche C. F.
Sus siguientes destinos fueron el Lorca F. C. y el Extremadura U. D., con una experiencia intermedia en el F. C. Sochaux-Montbéliard.
Comenzó la temporada 2019-20 en el Arka Gdynia polaco antes de firmar en enero de 2020 por el Real Racing Club de Santander para jugar durante la segunda vuelta de la competición. En el mes de agosto se marchó al AEK Larnaca de la Primera División de Chipre. Un año después volvió nuevamente a España tras firmar por una temporada más otra opcional con el Albacete Balompié. Cumplió solo media, ya que a finales de enero de 2022 rescindió su contrato y se fue al C. F. Rayo Majadahonda. Con este equipo participó en más de cincuenta encuentros antes de continuar con su carrera en el C. E. Sabadell F. C. y el Águilas F. C.

## Clubes
* Actualizado a 9 de marzo de 2025.
| Club | Div.          | Temporada     | Liga(1) | Liga(1) | Copas nacionales(2) | Copas nacionales(2) | Torneos internacionales | Torneos internacionales | Total | Total |
| Club | Div.          | Temporada     | Part.   | Goles   | Part.               | Goles               | Part.                   | Goles                   | Part. | Goles |
| --- | ------------- | ------------- | ------- | ------- | ------------------- | ------------------- | ----------------------- | ----------------------- | ----- | ----- |
| Ribarroja C. F. · España | 3.ª           | 2012-13       | 33      | 3       | —                   | —                   | —                       | —                       | 33    | 3     |
| Ribarroja C. F. · España | Total club    | Total club    | 33      | 3       | 0                   | 0                   | 0                       | 0                       | 33    | 3     |
| Valencia C. F. Mestalla · España | 2.ª B         | 2014-15       | 34      | 2       | —                   | —                   | —                       | —                       | 34    | 2     |
| Valencia C. F. Mestalla · España | Total club    | Total club    | 34      | 2       | 0                   | 0                   | 0                       | 0                       | 34    | 2     |
| Córdoba C. F. · España | 2.ª           | 2015-16       | 37      | 1       | 0                   | 0                   | —                       | —                       | 37    | 1     |
| Córdoba C. F. · España | Total club    | Total club    | 37      | 1       | 0                   | 0                   | 0                       | 0                       | 37    | 1     |
| Real Oviedo · España | 2.ª           | 2016-17       | 32      | 2       | 0                   | 0                   | —                       | —                       | 32    | 2     |
| Real Oviedo · España | Total club    | Total club    | 32      | 2       | 0                   | 0                   | 0                       | 0                       | 32    | 2     |
| Lorca F. C. · España | 2.ª           | 2017-18       | 34      | 1       | 1                   | 1                   | —                       | —                       | 35    | 2     |
| Lorca F. C. · España | Total club    | Total club    | 34      | 1       | 1                   | 1                   | 0                       | 0                       | 35    | 2     |
| F. C. Sochaux-Montbéliard Francia | 2.ª           | 2018-19       | 19      | 0       | 3                   | 0                   | —                       | —                       | 22    | 0     |
| F. C. Sochaux-Montbéliard Francia | Total club    | Total club    | 19      | 0       | 3                   | 0                   | 0                       | 0                       | 22    | 0     |
| Extremadura U. D. · España | 2.ª           | 2018-19       | 16      | 0       | —                   | —                   | —                       | —                       | 16    | 0     |
| Extremadura U. D. · España | Total club    | Total club    | 16      | 0       | 0                   | 0                   | 0                       | 0                       | 16    | 0     |
| Arka Gdynia · Polonia | 1.ª           | 2019-20       | 6       | 0       | 1                   | 0                   | —                       | —                       | 7     | 0     |
| Arka Gdynia · Polonia | Total club    | Total club    | 6       | 0       | 1                   | 0                   | 0                       | 0                       | 7     | 0     |
| Racing de Santander · España | 2.ª           | 2019-20       | 13      | 1       | —                   | —                   | —                       | —                       | 13    | 1     |
| Racing de Santander · España | Total club    | Total club    | 13      | 1       | 0                   | 0                   | 0                       | 0                       | 13    | 1     |
| AEK Larnaca Chipre | 1.ª           | 2020-21       | 31      | 2       | 0                   | 0                   | —                       | —                       | 31    | 2     |
| AEK Larnaca Chipre | Total club    | Total club    | 31      | 2       | 0                   | 0                   | 0                       | 0                       | 31    | 2     |
| Albacete Balompié · España | 1.ª F         | 2021-22       | 8       | 0       | 2                   | 0                   | —                       | —                       | 10    | 0     |
| Albacete Balompié · España | Total club    | Total club    | 8       | 0       | 2                   | 0                   | 0                       | 0                       | 10    | 0     |
| C. F. Rayo Majadahonda · España | 1.ª F         | 2021-22       | 18      | 2       | —                   | —                   | —                       | —                       | 18    | 2     |
| C. F. Rayo Majadahonda · España | 1.ª F         | 2022-23       | 36      | 1       | 1                   | 0                   | —                       | —                       | 37    | 1     |
| C. F. Rayo Majadahonda · España | Total club    | Total club    | 54      | 3       | 1                   | 0                   | 0                       | 0                       | 55    | 3     |
| C. E. Sabadell F. C. · España | 1.ª F         | 2023-24       | 23      | 0       | —                   | —                   | —                       | —                       | 23    | 0     |
| C. E. Sabadell F. C. · España | Total club    | Total club    | 23      | 0       | 0                   | 0                   | 0                       | 0                       | 23    | 0     |
| Águilas F. C. · España | 2.ª F         | 2024-25       | 17      | 1       | 1                   | 0                   | —                       | —                       | 18    | 1     |
| Águilas F. C. · España | Total club    | Total club    | 17      | 1       | 1                   | 0                   | 0                       | 0                       | 18    | 1     |
| Total carrera | Total carrera | Total carrera | 357     | 16      | 9                   | 1                   | 0                       | 0                       | 366   | 17    |
| (1) Incluye datos de play-off de ascenso / permanencia. (2) Incluye datos de la Copa del Rey, Copa de la Liga de Francia, Copa de Francia y Copa de Polonia. |               |               |         |         |                     |                     |                         |                         |       |       |

- Fuente: bdfutbol.com.